# Evangelische Kirche (Burgholzhausen vor der Höhe)

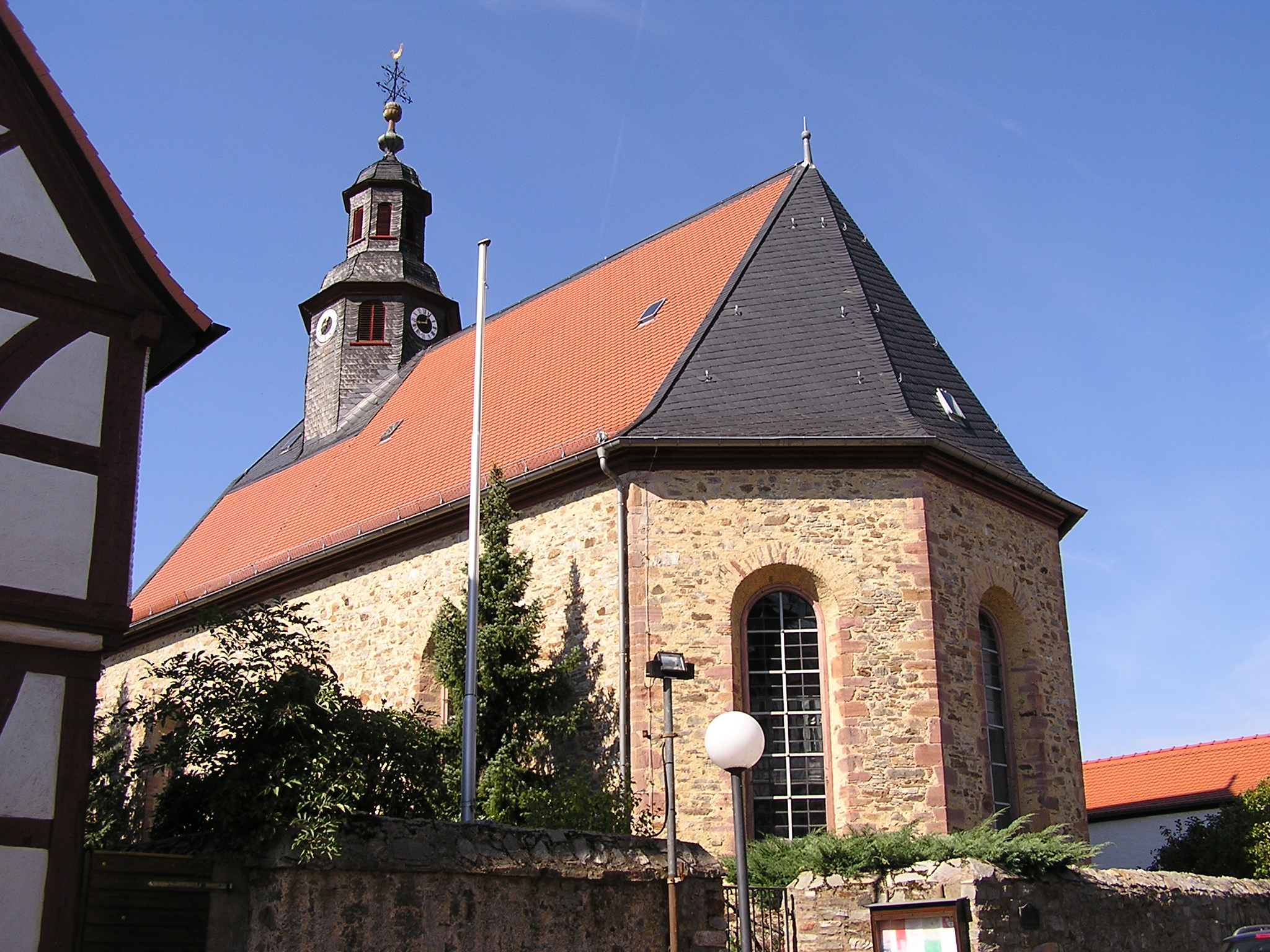
Evangelische Kirche (Burgholzhausen)

Die Evangelische Kirche Burgholzhausen ist ein denkmalgeschütztes Kirchengebäude, das in Burgholzhausen steht, einem Ortsteil Stadtteil der Stadt Friedrichsdorf im Hochtaunuskreis (Hessen). Die Kirchengemeinde gehört zum Dekanat Hochtaunus der Propstei Rhein-Main der Evangelischen Kirche in Hessen und Nassau.

## Beschreibung
Die heutige Saalkirche aus Bruchsteinen mit einem dreiseitigen Schluss des Chors im Osten wurde 1717/1718 in der Dorfmitte nach einem Entwurf von Johann Wilhelm Dettler gebaut. Die Gewände der Portale wie auch der spitzbogigen Fenster im Kirchenschiff und der Bogenfenster im Chorpolygon sind in Buntsandstein gefasst. Aus dem Satteldach des Kirchenschiffs erhebt sich im Westen, östlich des Krüppelwalms ein achteckiger, schiefergedeckter, mit einer Laterne bekrönter Dachreiter, der die Turmuhr und den Glockenstuhl mit drei Kirchenglocken beherbergt.
Die Kirchenausstattung im Innenraum stammt aus der Bauzeit. Zentral im Blickpunkt stehend der Altar, hinter dem sich die Empore für die Orgel befindet. Linkerhand davon steht auf einer Säule die Kanzel, auf deren Schalldeckel die Figur eines Pelikans sitzt.

## Geschichte
Anhand von Grundmauern wurde eine Kapelle, die dem Dorfbrand von 1576 zum Opfer fiel, und eine Fachwerkkirche des späten 16. Jahrhunderts nachgewiesen.
Zwischen 1536 und 1540 wurde unter den Grafen zu Stolberg-Königstein in Burgholzhausen die Reformation nach der Lehre Luthers durchgeführt. Burgholzhausen war Filialkirche der Kirche im hessen-homburgischen Seulberg. 1687 erwarb der (katholische) Mainzer Kurfürst Anselm Franz von Ingelheim den Ort. Um 1710 wurden von Ingelheimischer Seite her gegenreformatorische Maßnahmen mit dem Ziel einer Rekatholisierung getroffen. Eine dieser Maßnahmen war, anstelle der baufälligen evangelischen Kirche in der Ortsmitte einen Neubau für die katholische Kirchengemeinde zu bauen. Dieser sollte als Simultankirche auch von den Lutheranern genutzt werden. Dagegen richtet sich der Widerstand der Lutheraner und derer von Hessen-Homburg, die das Kirchenpatronat beanspruchten. Daraufhin begann Ingelheim 1716 mit dem Bau einer katholischen Kirche auf dem Gelände der ehemaligen Dorfbefestigung nahe zum Ingelheimer Amtshof. Der Rohbau wurde von Truppen des Landgrafen von Hessen-Darmstadt zerstört.
Nach der folgenden gerichtlichen Auseinandersetzung schloss man den Kompromiss, dass beide Konfessionen eine Kirche erhalten sollten. So kam es, dass Maurermeister Johann Wilhelm Dettler gleichzeitig die katholische und die lutherische Kirche erbaute.